# Palazzo Scarpetta
Il Palazzo Scarpetta è un edificio monumentale di Napoli ubicato in via Vittoria Colonna 4 nel quartiere Chiaia.

## Descrizione
L'edificio, costruito nel 1880 ed abitato da Eduardo Scarpetta, è caratterizzato da un atrio con tre statue che l'attore fece scolpire per celebrare il successo della sua commedia Santarella.